# Schottenhof (Mainz)

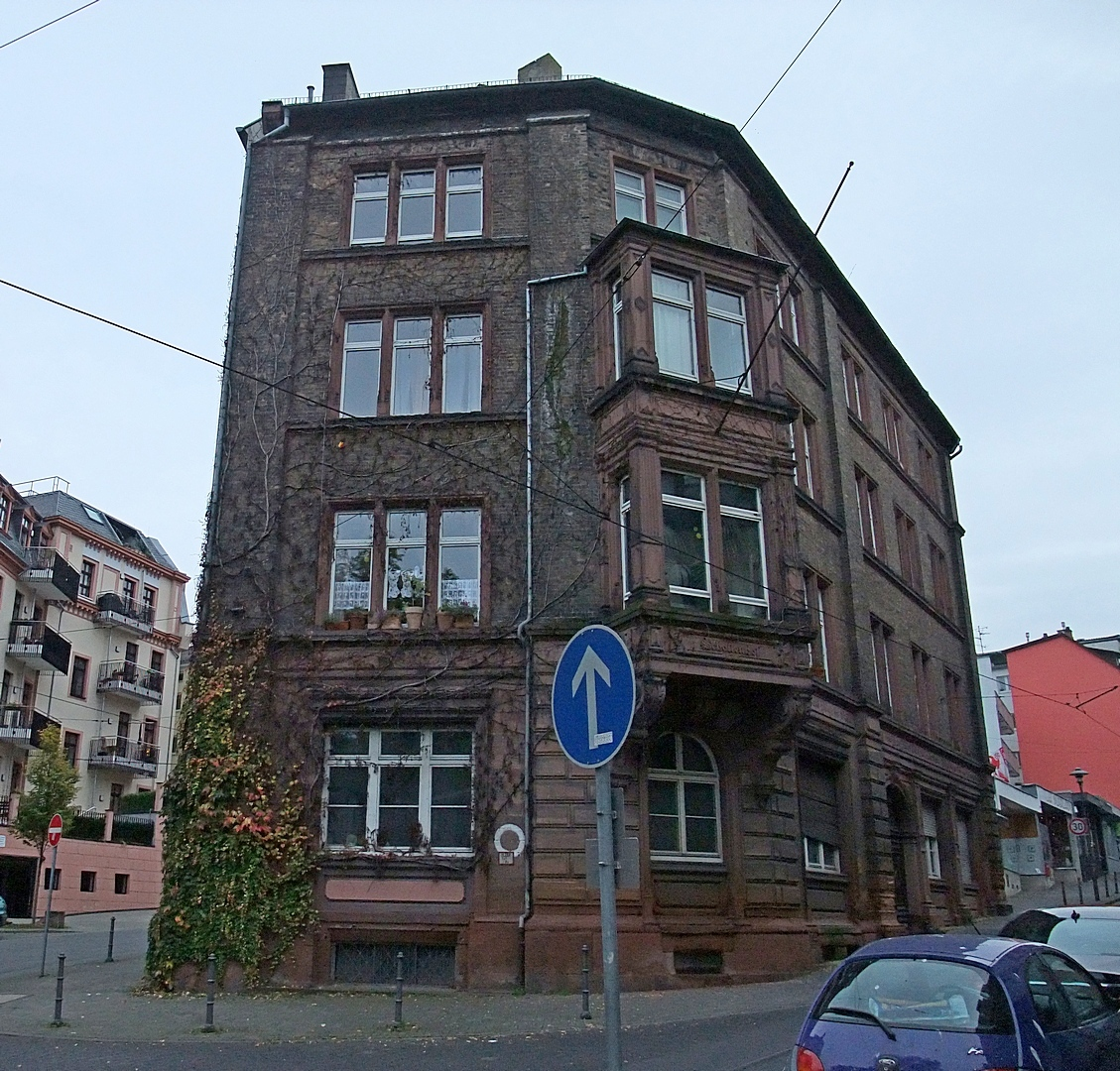
Vollansicht Westflügel (2013)

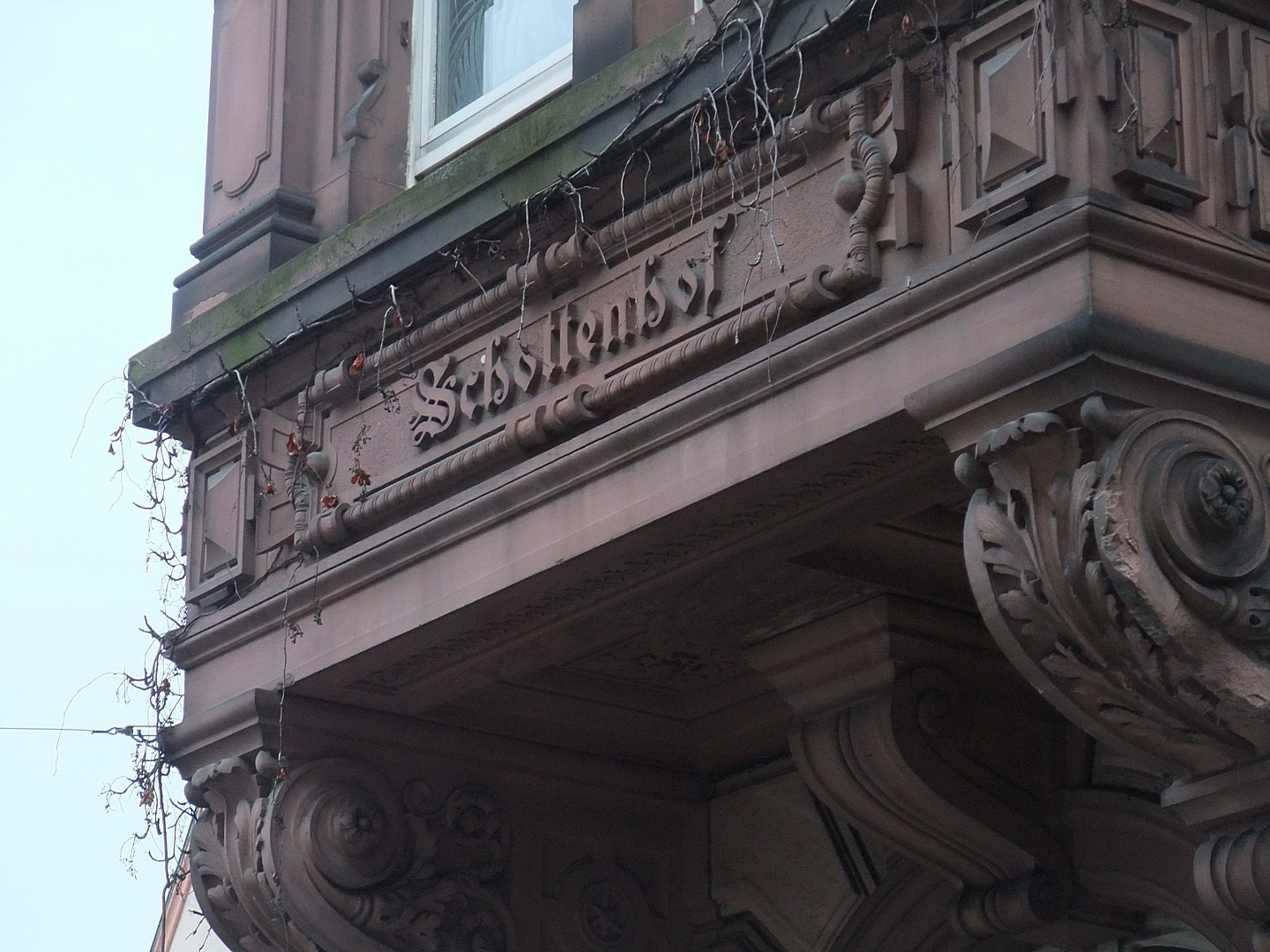
Schriftzug am Erker Gaustr. 18 (2013)

Der Schottenhof ist eine im Zweiten Weltkrieg teilweise zerstörte Wohnanlage in Mainz von 1872–1876, die ursprünglich nach Plänen von Stadtbaumeister Eduard Kreyßig errichtet wurde. Die in der Altstadt gelegenen, heute in zwei Teilen getrennt stehenden Gebäude sind in der Liste der Kulturdenkmäler der Stadt Mainz enthalten.

## Bauwerk
Der Schottenhof war ursprünglich eine Anlage in U-Form, zu der die heute noch bestehenden Gebäude Stefansplatz 1 und Am Schottenhof 10 (Ostflügel, 1872) und Gaustraße 18 (Westflügel, 1875) gehörten. Sie wurde im Zweiten Weltkrieg (Luftangriffe auf Mainz) teilweise zerstört. Die Ruine des Mitteltrakts wurde 1969 für einen Straßendurchbruch abgerissen. Seitdem gabelt sich die vom Schillerplatz kommende Gaustraße einschließlich Straßenbahnstrecke unmittelbar vor dem Westteil des Schottenhofs in zwei parallel bis zum Gautor laufende Straßen, von denen die am ehemaligen Mittelteil des Anwesens beginnende linke Straße nun „Am Schottenhof“ heißt und den stadteinwärts laufenden Verkehr führt.
2007 wurde der der Stephanskirche zugewandte Ostflügel verkauft. Unter Einsatz von Städtebauförderungsmitteln der Landeshauptstadt Mainz, des Landes Rheinland-Pfalz und des Bundes nahm der neue Eigentümer eine umfassende Sanierung in Angriff. Dazu gehörte auch die Wiederherstellung zweier im Krieg zerstörter Stockwerktürme.
Im Gegensatz zu vielen späteren Bauten des Historismus zweigen die Backsteinfassaden in Anlehnung an die nüchterne Sprache des Klassizismus nur eine recht bescheidene Bauzier: schlichte Sandstein-Fensterrahmen und Sohlbankgesimse sowie Maueranker. In der Gebäudemitte verweisen die Ankersplinte auf das Erbauungsjahr 1872. Reicher ausgestattet ist das in Formen der Neorenaissance gestaltete Portal mit den beiden originalen Türflügeln und den Initialen von Franz Schott über dem Torbogen. Der Sandsteinsockel aus mächtigen Quadern ist teilweise als Souterrain-Geschoss ausgebildet. Die Restaurierung umfasste 1.713,00 m² für das Mehrfamilienhaus und 200 m² für eine Weinbar im Erdgeschoss.
Der Westflügel wurde 2010 von der Stadt Mainz zum Verkauf angeboten. Schließlich wurde das Gebäude 2015 ebenfalls renoviert. 

## Namensgeber und Stiftung

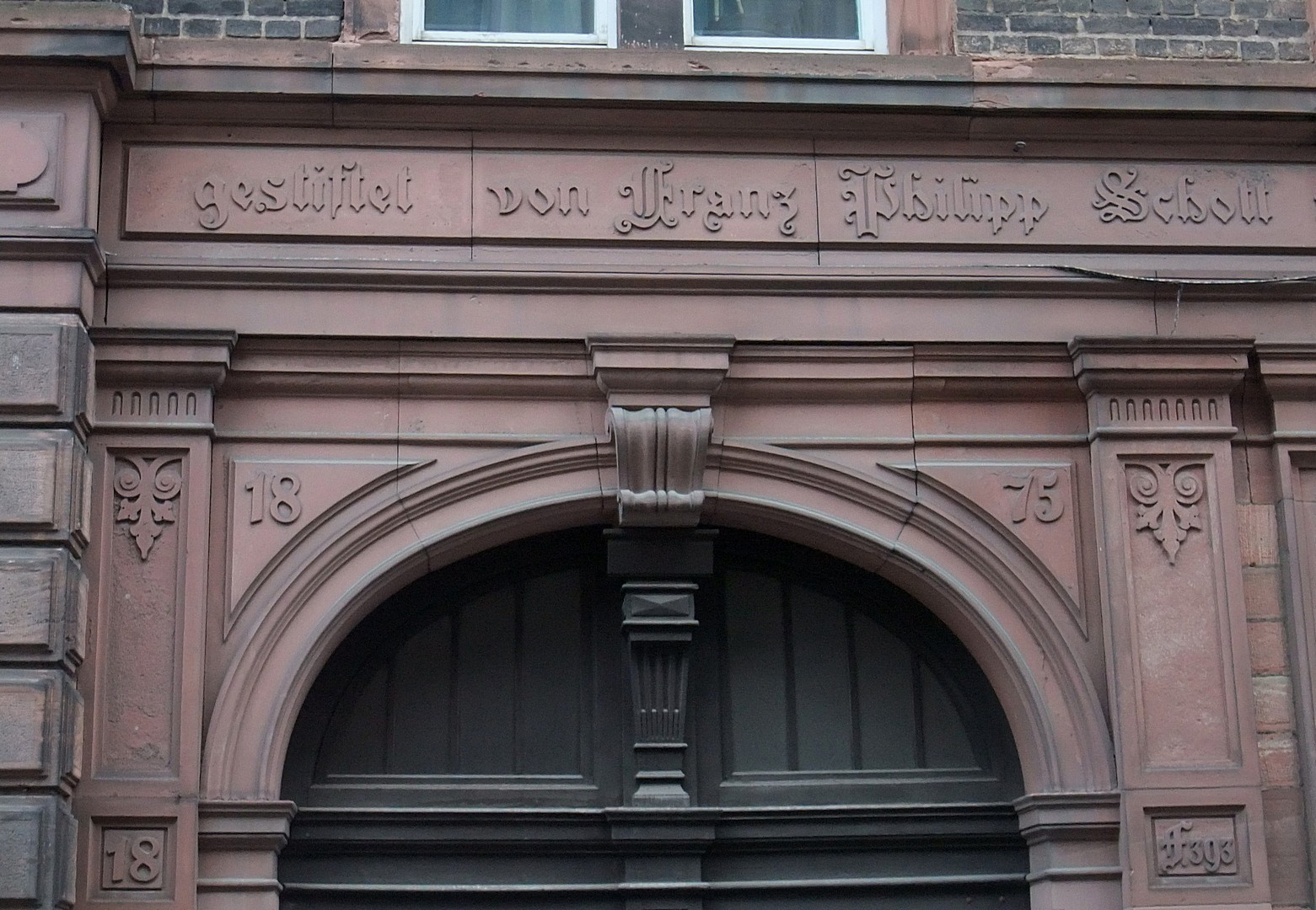
Stifterhinweis über Eingangstür Gaustr. 18 (2013)

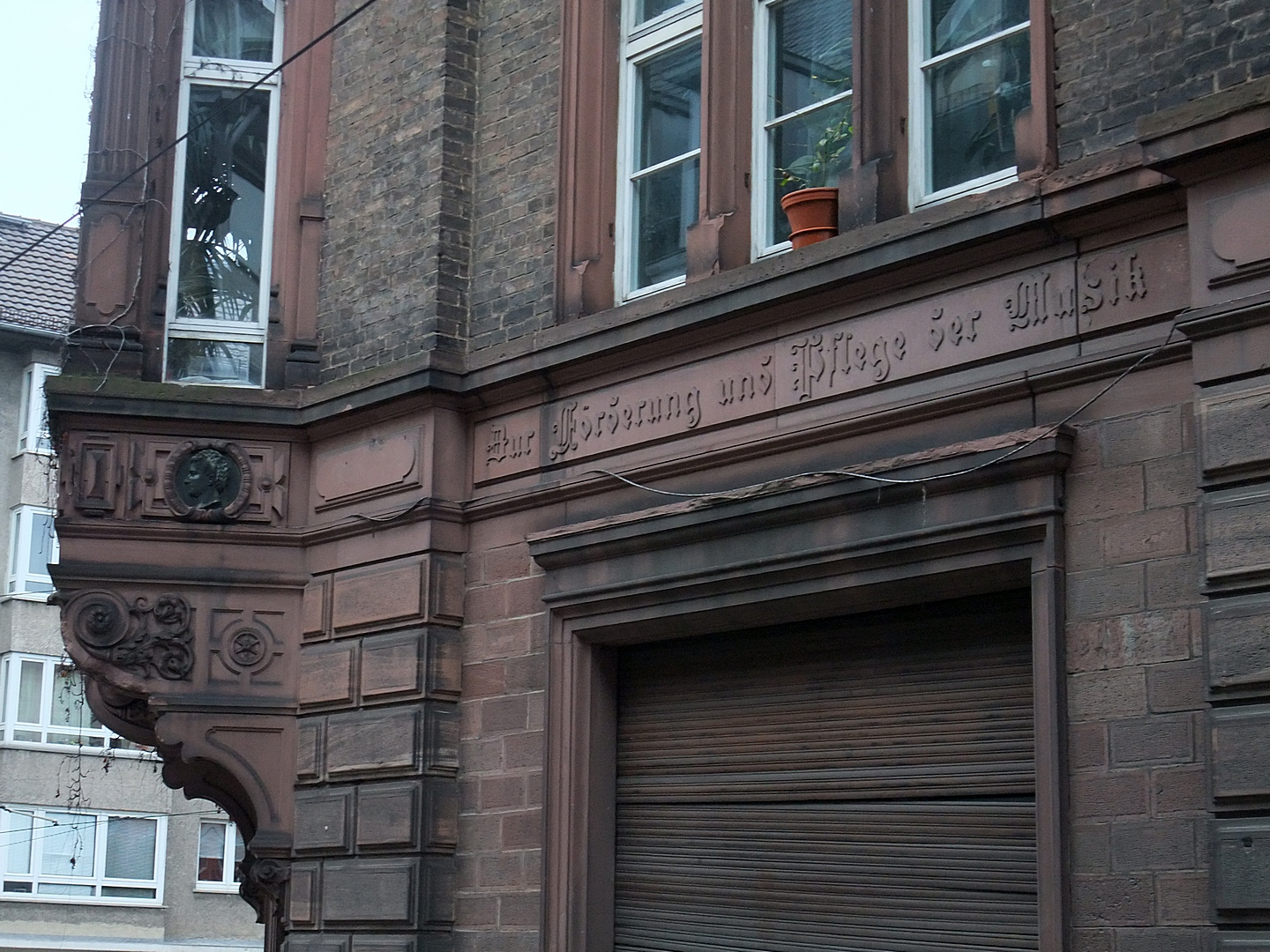
Schriftband Gaustr. 18 (2013)

Der Name geht zurück auf die Bauherren, den Mainzer Bürgermeister und Musikverleger Franz Philipp Schott sowie seine Ehefrau Barbara (Betty), geborene Edle von Braunrasch. 1874 und 1875 verstarben die kinderlosen Eheleute kurz nacheinander und brachten die Wohnanlage 1876 testamentarisch in die eigens gegründete Schott-Braunrasch’schen Stiftung ein, die der Stadt Mainz zur Verwaltung übertragen wurde. Die Mieteinnahmen sollten der Förderung und Pflege der Musik dienen, woran bis heute ein Schriftband am ehemaligen Westflügel erinnert. Zunächst ermöglichten die Stiftungseinnahmen der Stadt die Übernahme des Orchesters des Stadttheaters, aus dem das heutige Philharmonische Staatsorchester Mainz hervorging. Bis heute fördert die Stiftung insbesondere das Peter-Cornelius-Konservatorium.